# Руландтс, Юрген
Юрген Руландтс (нидерл. Jürgen Roelandts; род. 2 июля 1985 в Ассе, Бельгия) — бывший бельгийский профессиональный шоссейный велогонщик. Чемпион Бельгии 2008 года в групповой гонке. Участник летних Олимпийских игр 2012 года. С 2023 года менеджер мужской команды Movistar Team.

## Выступления
2001
1-й  Чемпион Бельгии U17 в индивид. гонке
2002
1-й  Чемпион Бельгии U19 в групповой гонке
2004
3-й Омлоп ван хет Хаутланд
2005
1-й Гойксе Пейл
3-й Дуо Норман (с Домиником Корню)
5-й Гран-при Перанши
8-й Натионале Слёйтингспрейс
2006
1-й Этап 2 Тур Нормандии
1-й Этап 2 Тур Луара и Шера
4-й Омлоп Схелдеборден
6-й Тур Фландрии U23
7-й Тур Бретани
8-й Схал Селс
2007
1-й Париж — Тур U23
4-й Омлоп Схелдеборден
7-й Тур Британии
10-й Натионале Слёйтингспрейс
2008
1-й  Чемпионат Бельгии в групповой гонке
1-й Этап 5 Тур Польши
2-й Нокере Курсе
3-й Тур де Еврометрополь
1-й Этап 3
3-й Мемориал Рика Ван Стенбергена
5-й Тур Катара
6-й Вольта Алгарви
6-й Тур де Рейке
7-й Тур Груне Харта
8-й Омлоп Схелдеборден
9-й Энеко Тур
1-й  Очковая классификация
10-й Гран-при Ефа Схеренса
2009
1-й  Очковая классификация Тур Польши
3-й Тур де Рейке
4-й Классика Арнем — Венендал
4-й Гран-при Зоттегема
5-й Четыре дня Дюнкерка
8-й Тур Бельгии
1-й  Спринтерская классификация
2010
3-й Мемориал Рика Ван Стенбергена
6-й Гент — Вевельгем
8-й Тур Даун Андер
1-й  Молодёжная классификация
9-й Гран-при Валлонии
10-й Энеко Тур
2011
2-й E3 Харелбеке
4-й Гран-при Монреаля
5-й Чемпионат мира в групповой гонке
6-й Ваттенфаль Классик
9-й Омлоп Хет Ниувсблад
2012
1-й  Тур де Еврометрополь
1-й  Очковая классификация
1-й Этап 1
1-й Этап 4 Тур Люксембурга
3-й Стер ЗЛМ Тур
5-й Гран-при Плуэ
7-й Олимпийские игры в групповой гонке
7-й Гран-при Монреаля
2013
3-й Тур Фландрии
4-й Гран-при Плуэ
7-й Тур Средиземноморья
1-й  Очковая классификация
1-й Этап 5
8-й Тур Бельгии
8-й Омлоп Хет Ниувсблад
9-й Стер ЗЛМ Тур
2014
3-й Тур Катара
10-й Гент — Вевельгем
10-й Гран-при Плуэ
2015
1-й Гран-при Жан-Пьера Монсере
2-й  Чемпионат Бельгии в групповой гонке
3-й Тур де Еврометрополь
1-й  Очковая классификация
5-й Классика Бретани
7-й E3 Харелбеке
7-й Гент — Вевельгем
8-й Тур Фландрии
2016
3-й Милан — Сан-Ремо
3-й Бенш — Шиме — Бенш
7-й Гент — Вевельгем
10-й Тур де Еврометрополь
2017
4-й Схелдепрейс
4-й Вуэльта Мурсии
2018
1-й Этапы 3 (КГ) и 5 Вуэльта Валенсии
5-й Милан — Сан-Ремо

## Статистика выступлений

### Гранд-туры
| Гонка   | 2009 | 2010 | 2011 | 2012 | 2013 | 2014 | 2015 | 2016 | 2017 | 2018 |
| ------- | ---- | ---- | ---- | ---- | ---- | ---- | ---- | ---- | ---- | ---- |
| Джиро   | —    | —    | —    | —    | —    | —    | —    | —    | НФ   | 124  |
| Тур     | —    | 120  | 85   | 104  | 160  | 111  | —    | 126  | 136  | —    |
| Вуэльта | 119  | —    | —    | —    | —    | —    | —    | —    | —    | —    |

| —  | Не участвовал  |
| НФ | Не финишировал |